# Национална гимназия за приложни изкуства „Тревненска школа“
Национална гимназия за приложни изкуства „Тревненска школа“ е средно специално училище, намиращо се в Трявна и е наследник на Тревненската художествена школа.

## История
Училището е наследник на тревненската възрожденска иконописна и тревненската дърворезбарска школа. Държавно столарско училище се създава в град Трявна през 1920 г. Училището е създадено, с цел да запази културните традиции в града. Едни от първите преподаватели за изявени художници през началото на XX век, е завършилия в Мюнхен художник Иван Христов. Христов дава идея за създаване на музей, който да съхрани дърворезба, картини и други художествени произведения. В периода 1945 – 1952 г. училището носи името Държавно средно училище по дърворезба и сградостроителство. Техникум по дърворезба и вътрешна архитектура е името на училището в периода 1952 – 1975 г. До 2009 г. е с името Средно художествено училище за приложни изкуства.

## Възпитаници на училището
- Димитър Друмев
- Цаньо Антонов – резбар
- Асен Василев – резбар
- проф. Кънчо Цанев
- проф. Антон Дончев